# Australodynerus punctiventris
Australodynerus punctiventris är en stekelart som beskrevs av Giordani Soika 1977. Australodynerus punctiventris ingår i släktet Australodynerus och familjen Eumenidae. Inga underarter finns listade.